# Lycopodiella lehmannii
Lycopodiella lehmannii är en lummerväxtart som först beskrevs av Georg Hans Emmo Emo Wolfgang Hieronymus, och fick sitt nu gällande namn av B. Øllg. Lycopodiella lehmannii ingår i släktet strandlumrar, och familjen lummerväxter. Inga underarter finns listade i Catalogue of Life.